# The prophet speaks
The prophet speaks is het veertigste studioalbum van de Ierse zanger, muzikant en liedschrijver Van Morrison en het tweede album dat hij heeft opgenomen samen met de Amerikaanse jazzmuzikant Joey DeFrancesco. Van Morrison heeft in anderhalf jaar tijd vier albums opgenomen, te weten Roll with the punches (september 2017), Versatile (december 2017), You're driving me crazy (april 2018, met Joey DeFrancesco) en The prophet speaks (december 2018).

## Muziek
Op dit album staan zes nummers die geschreven zijn door Van Morrison, de overige acht zijn geschreven door bluesartiesten, zoals John Lee Hooker, Willie Dixon en Solomon Burke. De openingstrack Gonna send you back to where I got you from is voor het eerst opgenomen in 1947 door Eddie Vinson and his Orchestra. Het rocknummer Dimples is onder meer gecoverd door the Animals en the Allman Brothers. Laughin and Clownin is een blues/soul nummer van Sam Cooke dat in 1963 op zijn album Night Beat is gezet. Teardrops en Worried blues/rolling and tumblin zijn geschreven door Chicago blues zanger James D. Harris, die bekend is onder de naam Shakey Jake. Gotta get you off my mind is door Solomon Burke gezongen voor zijn album Soul Alive! uit 1990. Van  Morrison heeft onder meer een aantal laid-back nummers geschreven voor dit album, Ain't gonna moan no more, Spirit will provide en The prophet speaks.

## Tracklist
- Gonna send you back to where I got you from – (Eddie “Cleanhead” Vinson en Leona Blackman) –  4:42
- Dimples – (John Lee Hooker) - 5:33
- Got to go where the love is – (Van Morrisson) - 4:23
- Laughin and clownin –  (Sam Cooke) - 5:31
- 5AM Greenwich mean time –  (Van Morrison) - 5:37
- Gotta get you off my mind – (Delores Burke, Josephine Burke Moore, Solomon Burke) - 3:44
- Teardrops – (James D. Harris) - 6:00
- I love the life I live – (Willie Dixon) - 3:35
- Worried blues/rollin and tumblin  - (James D. Harris) - 6:22
- Ain't gonna moan no more – (Van Morrison) - 6:16
- Love is a five letter word  -  (Gene Barge) - 3:46
- Love is hard work  - (Van Morrison) - 4:29
- Spirit will provide  - (Van Morrison) - 4:03
- The prophet speaks  - (Van Morrison) - 4:55

## Muzikanten
Van Morrison en Joey DeFrancesco worden op dit album bijgestaan door muzikanten die ook al speelden op het vorige album You're driving me crazy. De achtergrondzangeres is Morrisons dochter Shana Morrison.
- Van Morrison: zang, mondharmonica en saxofoon
- Joey DeFrancesco: orgel (tracks 1, 2, 4, 5, 6, 8 tm 12, 14), trompet (tracks 1, 3, 10, 14), keyboards (tracks 3, 7, 13)
- Dan Wilson:  elektrische gitaar (tracks 1 tm 13), akoestische gitaar (track 14)
- Michael Ode: drums
- Troy Roberts: elektrische bas, akoestische bas (tracks 1, 6, 7, 9, 13, 14), sopraansaxofoon (tracks 1, 3, 9, 12) en tenorsaxofoon (tracks 1, 3, 5, 6, 8, 11)
- Shana Morrison: achtergrondzang (track 13)
- Jim Stern: tamboerijn

## Album
Het album is geproduceerd door  Van Morrison en Joey DeFrancesco. Het is opgenomen in Studio D Recording in Sausalito, Californië en uitgebracht op Caroline Recordings op 7 december 2018. De technisch medewerkers waren:
- Productie manager: Pete Parsons
- Geluidstechnicus, mastering, mixing: Jim Stern
- Assistent-geluidstechnicus: Kenny Evans, Jason Victorine en Joel Jaffe

Op de hoes van het album staat Van Morrison met een buikspreekpop. Het ontwerp is van Paperjam Design en de fotografie van Richard Wade.
De Amerikaanse site AllMusic waardeert dit album met vier sterren (maximum is vijf).
Het album is in de week van 15 december 2018 (eerste week van verschijning) in de volgende landen in de hitlijst verschenen.  Dat is waarschijnlijk niet de hoogste positie, want naar verwachting zal de plaat nog verder stijgen.
| land                | piek |
| ------------------- | ---- |
| Canada              | 10   |
| Duitsland           | 22   |
| Oostenrijk          | 22   |
| Schotland           | 26   |
| Nederland           | 29   |
| Zwitserland         | 34   |
| België (Vlaanderen) | 35   |
| Verenigd Koninkrijk | 40   |
| Nieuw-Zeeland       | 40   |
| Australië           | 49   |
| Ierland             | 50   |
| Italië              | 68   |
| Verenigde Staten    | 110  |